# Pilotrichum
Pilotrichum là một chi rêu trong họ Pilotrichaceae.